# Listy Świętego Mikołaja
Listy Świętego Mikołaja (tyt. oryg. Father Christmas Letters (1976), Letters from Father Christmas (2004)) – zbiór listów napisanych i zilustrowanych przez J.R.R. Tolkiena w latach 1920-1942. Tolkien pisał je rokrocznie od „Świętego Mikołaja” dla swoich dzieci przedstawiając w nich przygody Świętego Mikołaja i jego pomocników w mijającym roku.